# William Onyeabor
William Onyeabor est un musicien nigérian, né le 26 mars 1946 à Enugu et mort le 16 janvier 2017 dans la même ville.
Il est l'auteur de neuf albums parus entre 1977 et 1985.

## Biographie
Originaire de la région d'Enugu, dans le Sud du Nigéria, il est né en 1945 ou 1946 selon les sources. Certaines biographies affirment qu'il a étudié le cinéma en Russie avant de revenir au Nigéria dans les années 1970. Il publie un premier album intitulé Crashes in Love en 1977 sur son propre label Wilfilm Records. Huit disques suivront jusqu'en 1985.
Il se retire ensuite de la musique, retourne dans sa région natale et se consacre à la religion, alors que d'autres biographies affirment qu'il serait devenu chef de son village et entrepreneur.
Quelques-uns de ses titres apparaissent sur des compilations publiées dans le courant des années 2000 telles que World Psychedelic Classics 3: Love's a Real Thing - The Funky Fuzzy Sounds of West Africa ou Nigeria 70: The Definitive Story of 1970's Funky Lagos. Le musicien Daphni sample le titre When the Going Is Smooth & Good, extrait de l'album Anything You Sow, pour son titre Ye Ye présent sur son album Jiaolong publié en 2011. En 2013, le label Luaka Bop de David Byrne publie une compilation de ses titres sous le nom de Who Is William Onyeabor?. Cette même année, il fait l'objet d'un court documentaire diffusé sur Internet et intitulé Fantastic Man.
Onyeabor décède le 16 janvier 2017 dans sa maison d'Enugu au Nigéria.